# Diario Carboni (VHS)
Diario Carboni è una VHS del cantante italiano Luca Carboni registrata nel 1992 e pubblicata nel 1993.
La VHS raccoglie 15 brani live, registrati durante 3 tappe del Ci vuole un fisico bestiale Tour 1992:
- 13 aprile 1992, Bologna, Palasport
- 12 giugno 1992, Salerno, Stadio Vestuti
- 14 agosto 1992, Bologna, Quartiere Pilastro

Le prime copie in vendita includevano la BIC Carboni come gadget in omaggio.
All'interno della VHS sono presenti foto di gruppo con tutti i musicisti e i tecnici che hanno accompagnato Luca Carboni nel Tour del 1992. Presente anche Federico Zampaglione, leader dei Tiromancino che aprivano i concerti. I titoli di coda sono accompagnati dal brano Faccio i conti con te.

## Tracce
| #   | Titolo                                                                 |
| --- | ---------------------------------------------------------------------- |
| 01. | La mia città • Musica & • Testo: Luca Carboni                          |
| 02. | Ci stiamo sbagliando • Musica & • Testo: Luca Carboni                  |
| 03. | Fragole buone buone • Musica & • Testo: Luca Carboni                   |
| 04. | Sarà un uomo • Musica & • Testo: Luca Carboni                          |
| 05. | Farfallina • Musica & • Testo: Luca Carboni                            |
| 06. | Vieni a vivere con me • Musica & • Testo: Luca Carboni                 |
| 07. | Silvia lo sai • Musica & • Testo: Luca Carboni                         |
| 08. | Persone silenziose • Musica & • Testo: Luca Carboni                    |
| 09. | Il punto • Musica & • Testo: Luca Carboni                              |
| 10. | Primavera • Musica & • Testo: Luca Carboni                             |
| 11. | Le storie d'amore • Musica & • Testo: Luca Carboni                     |
| 12. | L'amore che cos'è • Musica & • Testo: Luca Carboni                     |
| 13. | Siamo le stelle del cielo • Musica & • Testo: Luca Carboni             |
| 14. | Ci vuole un fisico bestiale • Musica & • Testo: Luca Carboni           |
| 15. | Mare mare • Musica: Luca Carboni, Mauro Malavasi • Testo: Luca Carboni |

## Musicisti
- Luca Carboni - Voce
- Sandro Piccinini - Batteria
- Massimo Sutera - Basso
- Mauro Patelli - Chitarra elettrica e acustica e cori
- Mauro Gardella - Chitarra elettrica-acustica
- Roberto Drovandi - Basso
- Daniele Bruno - Piano, Tastiere e cori
- Ignazio Orlando - Computer